# Łukasz Dzięcielski
Łukasz Dzięcielski herbu Jastrzębiec – stolnik kowalski w latach 1790–1793, podczaszy radziejowski w latach 1789–1790, konsyliarz województw brzeskokujawskiego i inowrocławskiego w konfederacji targowickiej.